# (87269) 2000 OO67
(87269) 2000 OO67, também escrito como (87269) 2000 OO67, é um pequeno objeto transnetuniano (TNO).

## Descoberta
(87269) 2000 OO67 foi descoberto pelo programa Deep Ecliptic Survey no ano de 2000.

## Órbita
O mesmo é notável por ter uma órbita altamente excêntrica. No afélio atinge mais de 1.000 UA do Sol e, com um periélio de 21 UA, a sua órbita durante a maior aproximação quase cruza com a órbita de Urano. Alguns astrônomos lista ele como um centauro.
(87269) 2000 OO67 veio ao periélio em abril de 2005.
Ambos 2000 OO67, (308933) 2006 SQ372 e 2012 VP113 demora mais do que Sedna para orbitar o Sol usando tanto coordenadas heliocêntricas ou coordenadas baricêntricas.